# Hormovë
Hormovë est un village situé dans la Préfecture de Gjirokastër au sud de l’Albanie.

## Histoire
Hormovë (forme albanaise définie : Hormova) est une communauté du comté de Gjirokastër, dans le sud de l'Albanie. Lors de la réforme du gouvernement local de 2015, elle a été intégrée à la municipalité de Tepelenë,.
Hormovë est l'un des villages chrétiens albanais en possession de la Maison des Moutzohoussates (albanais : Meçohysaj), maison ancestrale d'Ali Pacha. C'était le village le plus grand et le plus fort militairement de la région de Rrëzë (Riza)[Quand ?].
Lors de son séjour à Hormovë[Quand ?], le moine serbe Dositej Obradović a estimé sa taille à environ 700 maisons, toutes construites en pierre. Le groupe de 20 habitants qui l'a accueilli à son arrivée lui a proposé de l'héberger au monastère Saint-Nicolas, qui pouvait accueillir dix moines, mais il était vide car, en tant qu'Albanais, ils n'aiment pas être moines.
En 1784, Hormovë a été attaqué et détruit par Ali Pasha car sa loyauté était incertaine[réf. nécessaire]. Ali a également rôti vivant le chef du village, Çavuş Prift.
En 1798, Sheh Mehmet Cama de Golem a construit un  tekke Halveti dans le village.
En 1821, lorsque la guerre d'indépendance grecque a éclaté, des locaux ont formé des groupes armés et ont soutenu la lutte pour l'indépendance dans le Péloponnèse et la Grèce centrale, sous la direction de chefs tels que Diamantes et Kostas Chormovas (connu sous le nom de Lagoumitzis).
En 1914, 217 albanais d'Hormovë ont été massacrés sur ordre d'Athènes par des rebelles grecs, au nord du village de Kodër, à l'intérieur des locaux du monastère de Sainte Marie. Un lapidaire du village commémore ce massacre.

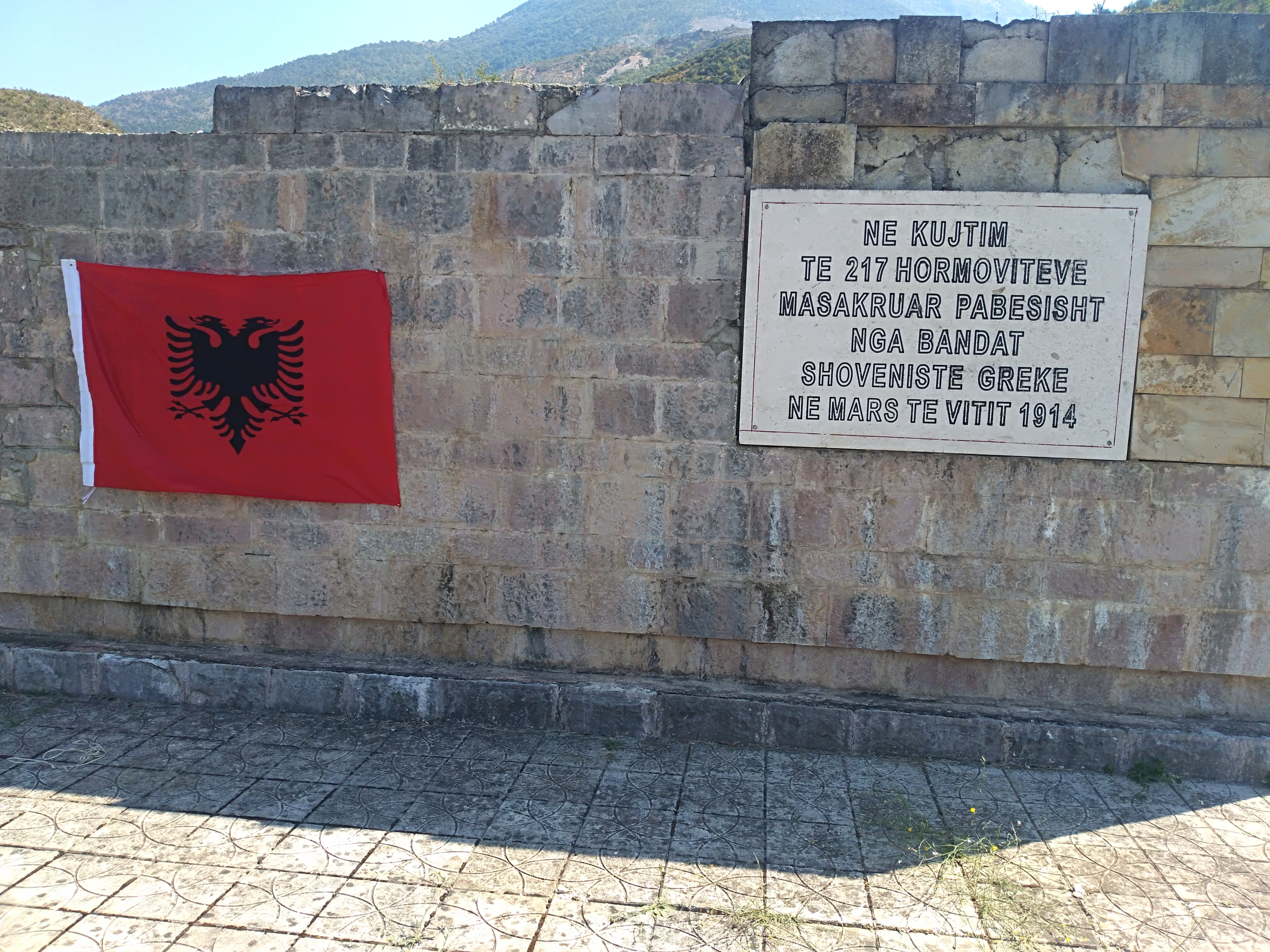
Mémorial à Hormovë commémorant le massacre.

Pendant la Seconde Guerre mondiale, les forces grecques en marche sont entrées dans le village après la retraite des Italiens, le 11 décembre 1940.

## Monuments
Ce village est connu pour son teqe.